# Haptocillium
Haptocillium — рід грибів. Назва вперше опублікована 2001 року.
З 2015 року вважається синонімом роду Drechmeria.